# Pseudopanthera elegans
Pseudopanthera elegans är en fjärilsart som beskrevs av Edward Alfred Cockayne 1946. Pseudopanthera elegans ingår i släktet Pseudopanthera och familjen mätare. Inga underarter finns listade.